# VJAN
De VJAN (Vereniging voor Jongeren van Adel in Nederland) is opgericht in 1991 en houdt zich hoofdzakelijk bezig met het organiseren van activiteiten voor jongeren van adel in de leeftijd van 18 tot 35 jaar.

## Algemeen
De vereniging kent naast leden, ook gastleden van buitenlandse adel en donateurs (dit zijn potentiële leden jonger dan 18 jaar en leden die de leeftijd van 36 jaar hebben bereikt, maar toch betrokken willen blijven bij de vereniging). Het totaal aantal leden bedraagt inmiddels ruim 400.
Omdat het van adel zijn in de Nederlandse samenleving officieel geen rol van betekenis meer speelt, bestaat er geen voorgeschreven manier hoe daarmee om te gaan. Iedereen interpreteert het op zijn eigen wijze en is daarin geheel vrij. De VJAN biedt de mogelijkheid jongeren met eenzelfde historische achtergrond bij elkaar te brengen, deze achtergrond beter te leren kennen en in stand te houden. Dit laatste wordt voornamelijk gedaan door jaarlijks een aantal (vaste) activiteiten te organiseren zoals een autorally, borrels, danslessen en kleiduivenschieten.

## Externe contacten
De Nederlandse Adelsvereniging (NAV) is de vereniging voor alle edelen in Nederland, ieder VJAN lid is ook automatisch lid van de NAV. Daarnaast bestaan er in Nederland nog enkele gelieerde verenigingen, zoals de Johanniter Orde en de Maltezer Orde en diverse ridderschappen.
De Johanniter Orde (protestant) en Maltezer Orde (katholiek) hebben als doel de zwakkeren in de samenleving bij te staan door middel van charitatieve werken. Ridderschappen zijn provinciaal gebonden verenigingen die veelal al sinds de middeleeuwen bestaan (of later zijn heropgericht) en voornamelijk culturele werken in hun eigen provincie (financieel) ondersteunen.

## CILANE
Ook is er een Europees netwerk in de vorm van de CILANE (Commission d’Information et de Liaison des Associations Nobles d’Europe), met een jongerenafdeling waar jongeren uit verschillende Europese landen elkaar ontmoeten op de zogenaamde Internationale Weekeinden (IWE’s).
De NAV en VJAN zijn sinds 1996 aangesloten bij de CILANE.